# Runan
Runan – miejscowość i gmina we Francji, w regionie Bretania, w departamencie Côtes-d’Armor.
Według danych na rok 1990 gminę zamieszkiwało 227 osób, a gęstość zaludnienia wynosiła 44 osoby/km² (wśród 1269 gmin Bretanii Runan plasuje się na 979. miejscu pod względem liczby ludności, natomiast pod względem powierzchni na miejscu 1012.).